# Arifwala
Arifwala (en ourdou : عارِف والا) est une ville pakistanaise située dans le district de Pakpattan, dans la province du Pendjab. Elle est également la capitale du tehsil éponyme.
La population de la ville a été multipliée par près de quatre entre 1972 et 2017, passant de 28 171 à 111 403 habitants. Entre 1998 et 2017, la croissance annuelle moyenne est de 2,2 %, un peu inférieure à la moyenne nationale de 2,4 %. En 2023, la population de la ville monte à 157 063 habitants.
|            | 1972 (rec.) | 1981 (rec.) | 1998 (rec.) | 2017 (rec.) | 2023 (rec.) |
| ---------- | ----------- | ----------- | ----------- | ----------- | ----------- |
| Population | 28 171      | 43 654      | 74 174      | 111 403     | 157 063     |